# Pseudorhipsalis lankesteri
Pseudorhipsalis lankesteri ist eine Pflanzenart in der Gattung Pseudorhipsalis aus der Familie der Kakteengewächse (Cactaceae). Das Artepitheton lankesteri ehrt den britischen Naturforscher Charles Lankester (1879–1969), der in Costa Rica wirkte.

## Beschreibung
Die Haupttriebe von Pseudorhipsalis lankesteri sind an der Basis drehrund, bis 65 Zentimeter lang und 6 bis 10 Millimeter breit. Die borstenlosen Areolen stehen in 3 Reihen. Die grünen Seitentriebe erscheinen in 3 Reihen an der Basis der Haupttriebe. Sie sind an der Basis gerundet, darüber abgeflacht und dünn. Die Seitentriebe werden zur Spitze hin schmaler, sind lanzettlich bis linealisch oder elliptisch geformt und werden 1 bis 20 Zentimeter lang.
Die einzeln erscheinenden, hängenden und leicht gebogenen radförmigen Blüten sind cremefarben. Sie sind 19 bis 24 Millimeter lang und erreichen Durchmesser von 18 bis 23 Millimeter. Die magenta bis rosafarbenen Früchte sind durchscheinend und besitzen Durchmesser von 8 bis 11 Millimeter.

## Verbreitung, Systematik und Gefährdung
Pseudorhipsalis lankesteri ist im Süden Costa Ricas in Höhenlagen von 670 bis 1000 Metern verbreitet.
Die Erstbeschreibung als Disocactus lankesteri wurde 1979 von Myron William Kimnach veröffentlicht. Wilhelm Barthlott stellte die Art 1991 in die Gattung Pseudorhipsalis.
In der Roten Liste gefährdeter Arten der IUCN wird die Art als „Data Deficient (DD)“, d. h. mit keinen ausreichenden Daten geführt.

## Nachweise